# Euro Space Center
Ne doit pas être confondu avec Eurospace.
Pour les articles homonymes, voir ESC.
L'Euro Space Center est un parc à thème situé à Transinne, dans la commune de Libin (province de Luxembourg) en Belgique. Il est localisé à la limite de la région de l'Ardenne, au bord de l'autoroute E411 .
Créé le 19 juin 1991, ce centre consacré à l'espace a pour but de rendre les sciences spatiales accessibles au plus grand nombre, notamment par l'intermédiaire d'espaces d'exposition et d'attractions tous publics. Il propose ainsi une vaste gamme d'activités et de services accessibles par une simple visite de l'endroit, une souscription à un forfait à la journée ou des séjours en groupes, participation à des stages à thème lors des vacances scolaires.

## Historique
En 1968, l'Agence spatiale européenne (ESA) a créé à Redu un centre de suivi des satellites. Noël Anselot, alors président de l'ASBL Redu Initiatives, organisa en 1972 une grande exposition sur l'espace qui rencontra un grand succès. En 1974 une seconde exposition intitulée "Musée de l'espace" sera organisée afin de célébrer l'arrivée du Havre du lanceur européen Europa 2 F14. Cette fusée sera dans un premier temps installée à proximité du centre ESA puis transférée à Transinne lors de la création de l'Euro Space Center. Léon Magin, Bourgmestre de Redu, apporta une aide importante dans la réalisation de ces deux événements ainsi que dans la création d'un musée européen de l'espace.
La décision de construire un Space Camp à Transinne et non plus à Redu a été significativement influencée par le gouverneur de la province de Luxembourg, Jacques Planchard au cours de réunions tenue à Huntsville (Alabama États-Unis) entre IDELUX et l'US Space Camp Foundation (en) (USSCF), qui délivre la licence Space Camp. En septembre 1990, la première pierre de l'Euro Space Center a été posée. Il a été inauguré et ouvert en juin 1991. En mars 1994, l'Euro Space Society a été fondée sous la présidence de l'astronaute belge Dirk Frimout. Le ministère belge de l'éducation a reconnu les programmes éducatifs de l'Euro Space Center en septembre 1995. En juin 2000, l'Euro Space Center a inauguré le nouveau parcours spectacle « A Space Odyssey ». Depuis lors, une façade solaire moderne et une nouvelle route d'accès ont été construites.
Le site a possédé pendant un temps la plus grande maquette de la navette spatiale américaine existant en Europe[réf. nécessaire].
L'Euro Space Center entame en août 2019 des rénovations importantes ayant coûté 13 millions d'euros pour une période d'un an. La scénographie des lieux a été modifiée, de nouvelles attractions rajoutées pour un résultat encore plus immersif.

## Activités disponibles
Le centre met à disposition :
- Un espace d'accueil faisant office de première étape à la visite comprenant des panneaux tactiles et tests visant à montrer quelques aspects des compétences requises pour devenir astronaute.
- Le Space Tour, un circuit guidé s'étalant sur plusieurs salles reprenant les moments forts de la conquête spatiale ainsi que ses personnages marquants.
- Des attractions sur le thème de l’espace, certaines typiques du mode d'entraînement réel des astronautes, tels que le Space Rotor (centrifugeuse où l'on peut subir jusqu'à 2,7g), les chaises multiaxes, le mur d'impesanteur, le Free Fall Slide, une fosse de plongée, les Moonwalk et Mars Walk XP (simulation de marches à la surface lunaire ou  martienne), le Space Flight Unit (découverte de Mars à l'aide d'une aventure en réalité virtuelle), le Planétarium ou encore le Space Show (cinéma 5D).
- La Cosmic Valley, s'étendant sur l'entièreté du parc, permet entre autres de découvrir des maquettes du système solaire en plein air et une sélection de fusées à taille humaine.
- Depuis le 6 juillet 2025, une nouvelle activité est accessible au public : le LUNAR·X, une simulation de mission spatiale vers la lune[2].

## Galerie

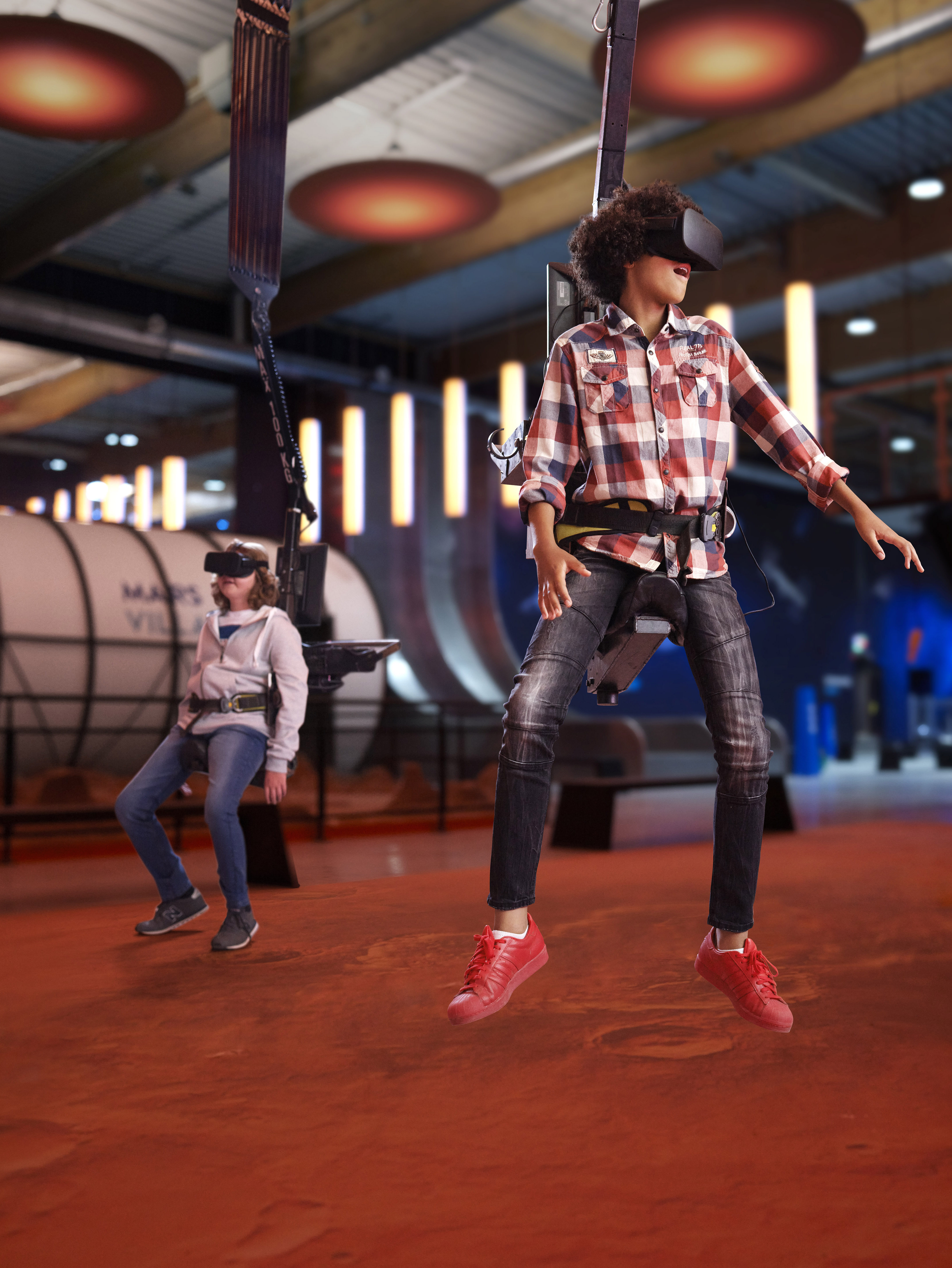
Attractions MoonWalk et MarsWalk
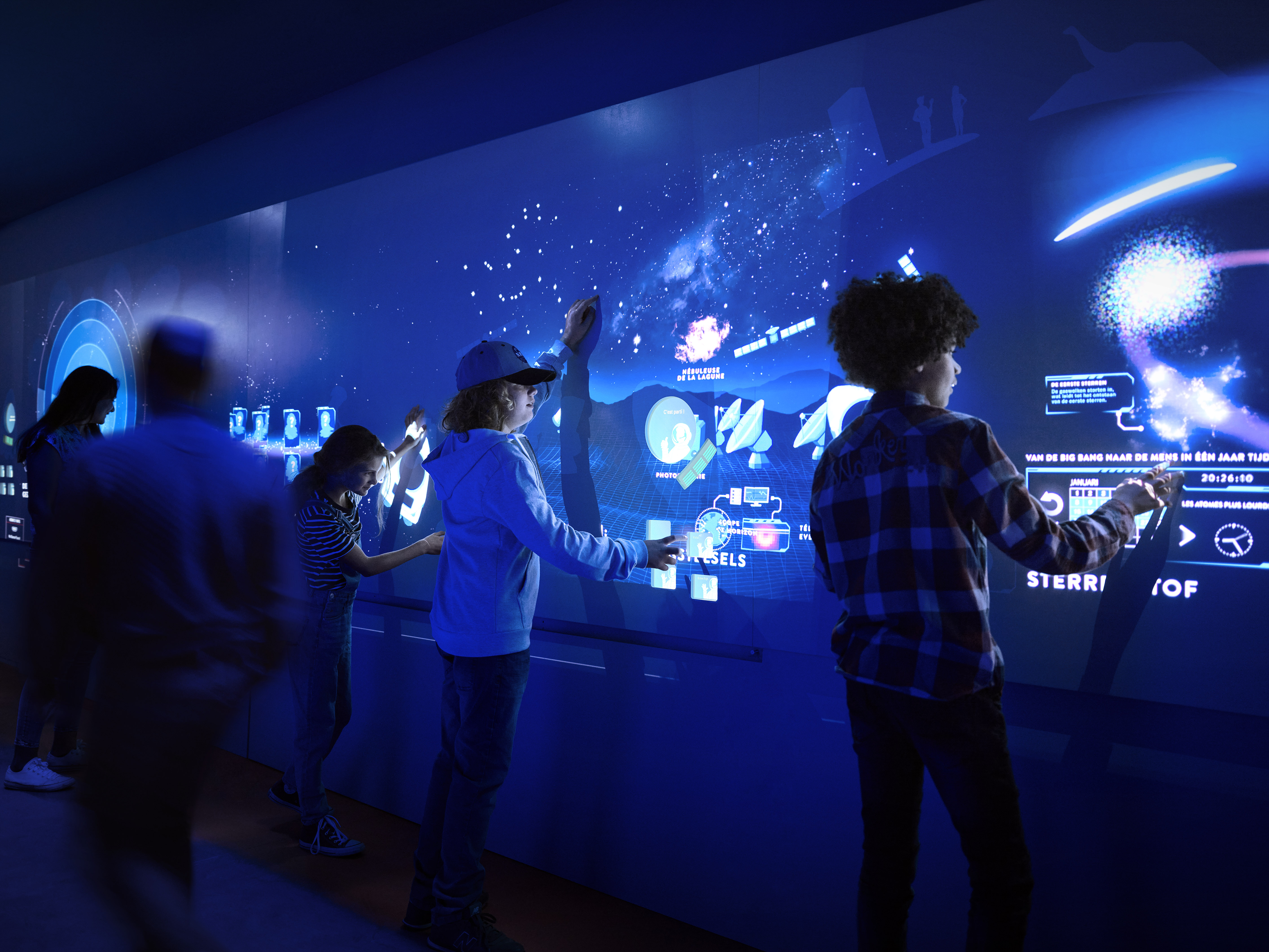
Le Space Tour et son mur tactile et interactif
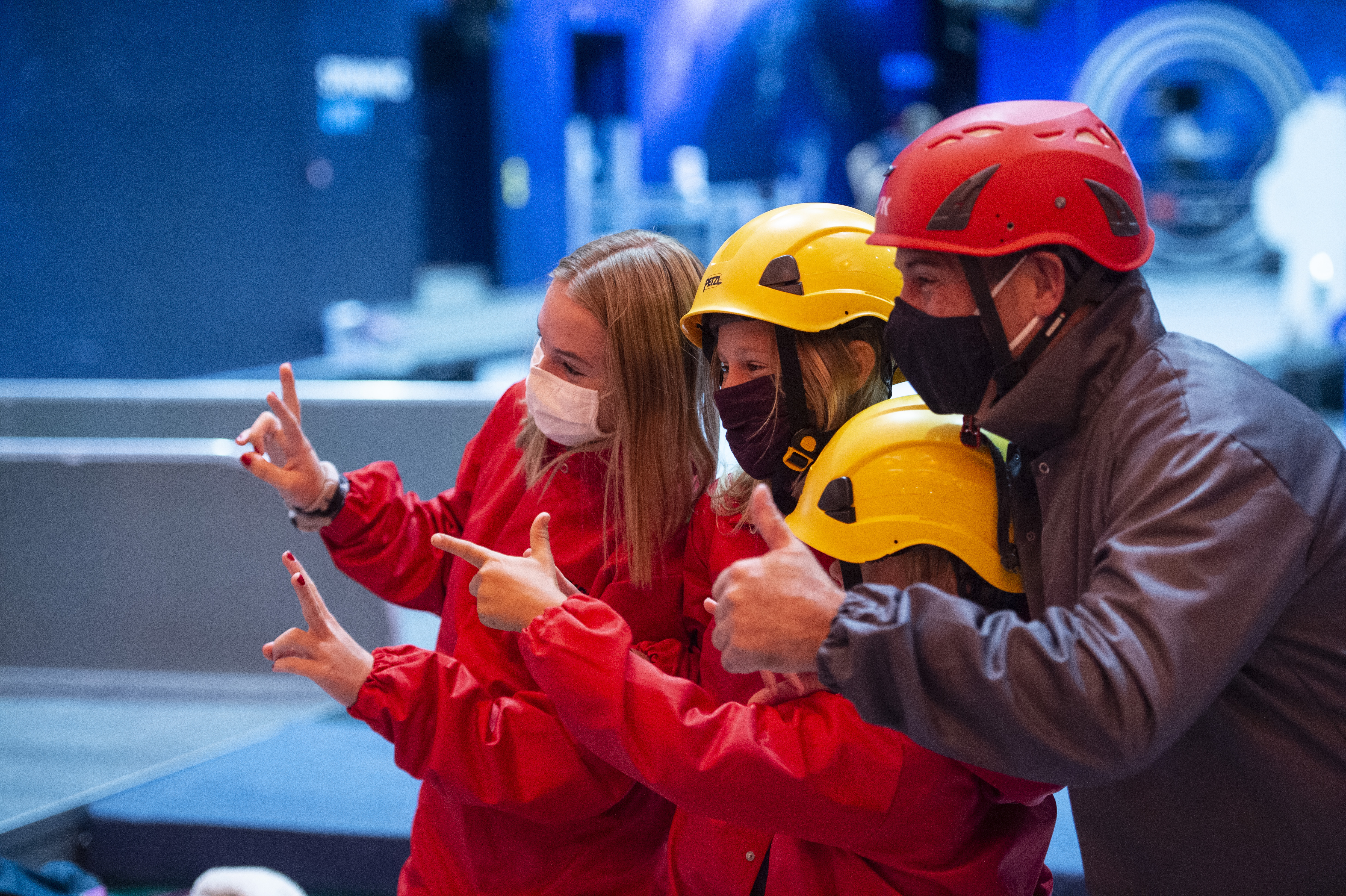
L'attraction de chute libre de 7 mètres depuis le Free Fall Slide
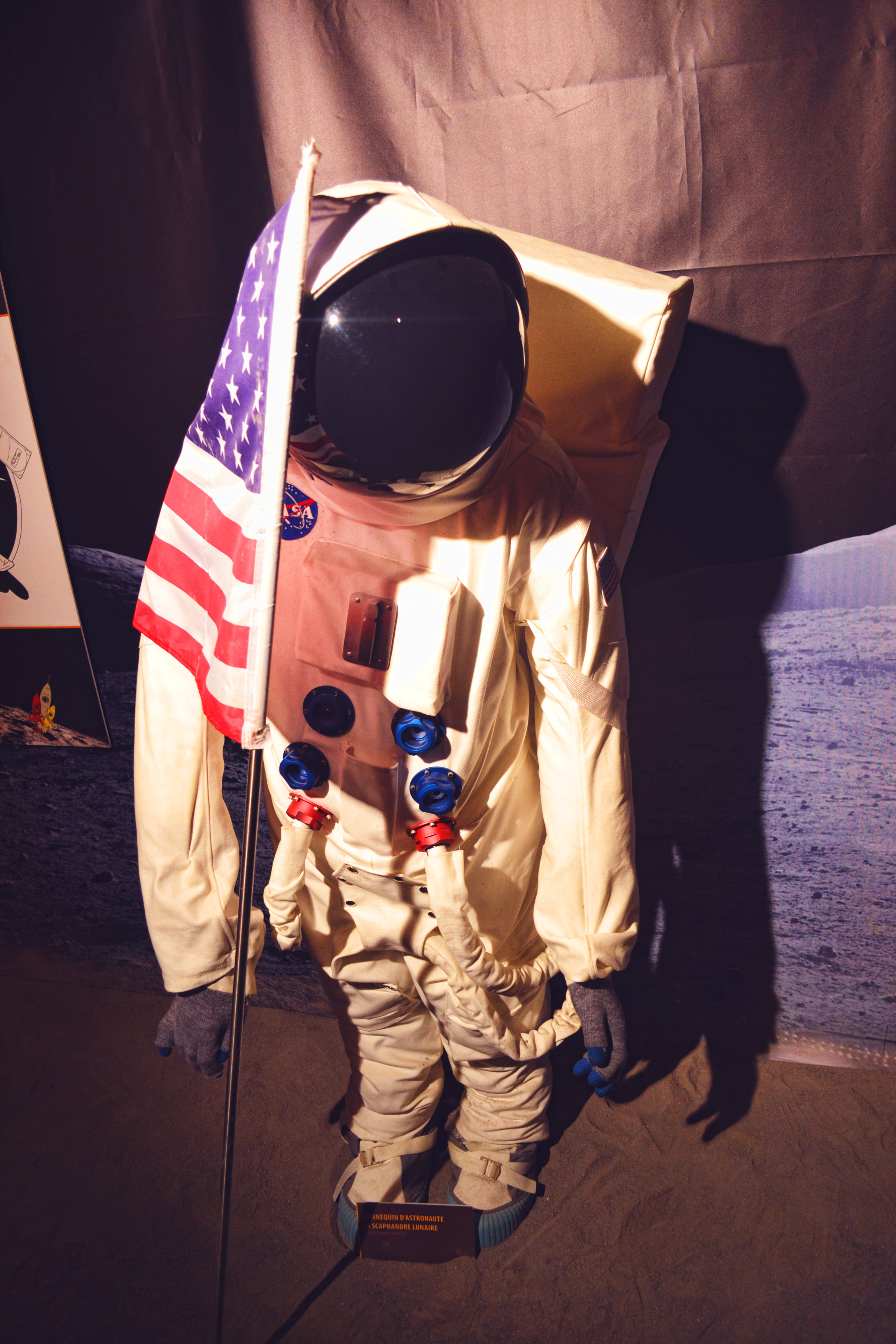
Reproduction d'une combinaison de sortie extravéhiculaire.